# Ambassade d'Algérie en Gambie
L'ambassade d'Algérie en Gambie est la représentation diplomatique de la République algérienne auprès de la république de Gambie. Elle est située à Banjul, la capitale du pays.